# 검은 눈동자
검은 눈동자(Ochi Chyornye, Black Eyes)는 이탈리아에서 제작된 니키타 미할코프 감독의 1987년 영화이다. 파올로 바로니 등이 주연으로 출연하였다.

## 출연

### 주연
- 파올로 바로니
- 유리 보가티리오브
- 로버토 헤르리츠카
- 마르트 켈러

### 조연
- 실바나 망가노
- 마르첼로 마스트로야니
- 옐레나 사포노바
- 올레그 타바코브

## 제작진
- 미술: 마리오 가르버글리아
- 졔작: 지오바나 로마그놀리